# تشحم الثدي
تشحم الثدي (حرفيًا أديبوماستيا) يُعرف أيضًا بالعامية باسم الثدي الدهني، و هو حالة تعرف بأنها زيادة في الجلد والأنسجة الدهنية في الثديين بدون أنسجة غددية حقيقية. وهي موجودة بشكل شائع لدى الرجال المصابين بالسمنة، وتظهر بشكل خاص لدى الرجال الذين فقدوا الوزن بشكل كبير. المصطلح ذو الصلة المترادف هو : التثدي الكاذب
الحالة مختلفة ويجب تمييزها عن (ثدي المرأة)، والتي تقتصر على نمو الثدي للذكور. يمكن تمييز الحالتين عادة بسهولة عن طريق الجس للتحقق من وجود الأنسجة الغدية. اختلاف آخر بين الحالتين هو أن عدم انتظام دهون ثدي لا يحدث  ورم الكاذب. بعض الأحيان، التثدي و التثدي الكاذب موجودان معًا ؛ هذا مرتبط بحقيقة أن الأنسجة الدهنية تعبر عن الأروماتاز،  وهو الإنزيم المسؤول عن تخليق هرمون الاستروجين،  ويتم إنتاج هرمون الاستروجين إلى حد غير متناسب في الرجال الذين لديهم كميات مفرطة من الدهون،  مما يؤدي إلى تضخم غدي متزامن.